# Jerrold Speers
Jerrold Bond Speers (* 1942 in Maine) ist ein US-amerikanischer Anwalt und Politiker, der von 1979 bis 1980 Maine State Treasurer war.

## Leben
Jerrold Speers wurde als Sohn von Ronald T. Speers und Shirley Helen Bond geboren.
Speers besuchte die Phillips Exeter Academy, anschließend studierte er am Colby College sowie am Georgetown University Law Center und machte im Jahr 1966 den Bachelor of Laws. Anschließend arbeitete er in der Kanzlei von Ralph M. Clark in Gardiner.
Als Mitglied der Republikanischen Partei war er von 1969 bis 1970 Secretary des Senats von Maine. Im Jahr 1979 kandidierte er als Gouverneur von Maine gegen den Demokraten Joseph E. Brennan. Er verlor die Wahl und wurde zum Maine State Treasurer für die Jahre 1979 und 1980 gewählt.
Jerrold Speers ist mit Elizabeth Speers verheiratet.